# Stadtverwaltung Swakopmund
Die Stadtverwaltung Swakopmund ist sowohl die Bezeichnung für das Gebäude des Rathauses (englisch City Hall) als auch für das Gremium des Stadtrates (englisch City Council) der namibischen Stadtgemeinde Swakopmund. Es ist zudem Sitz des Bürgermeisters und wichtigstes städtisches Verwaltungsgebäude. Es liegt im Norden von Swakopmund-Central.

## Stadtrat
Die Stadt Swakopmund wird von einem Stadtrat bestehend aus 10 Ratsmitgliedern geführt, darunter der Stadtratsvorsitzender bzw. Bürgermeister Blasius Goraseb (seit November 2024). Stadtdirektor ist (Stand August 2025) Alfeus Benjamin.

## Gebäude

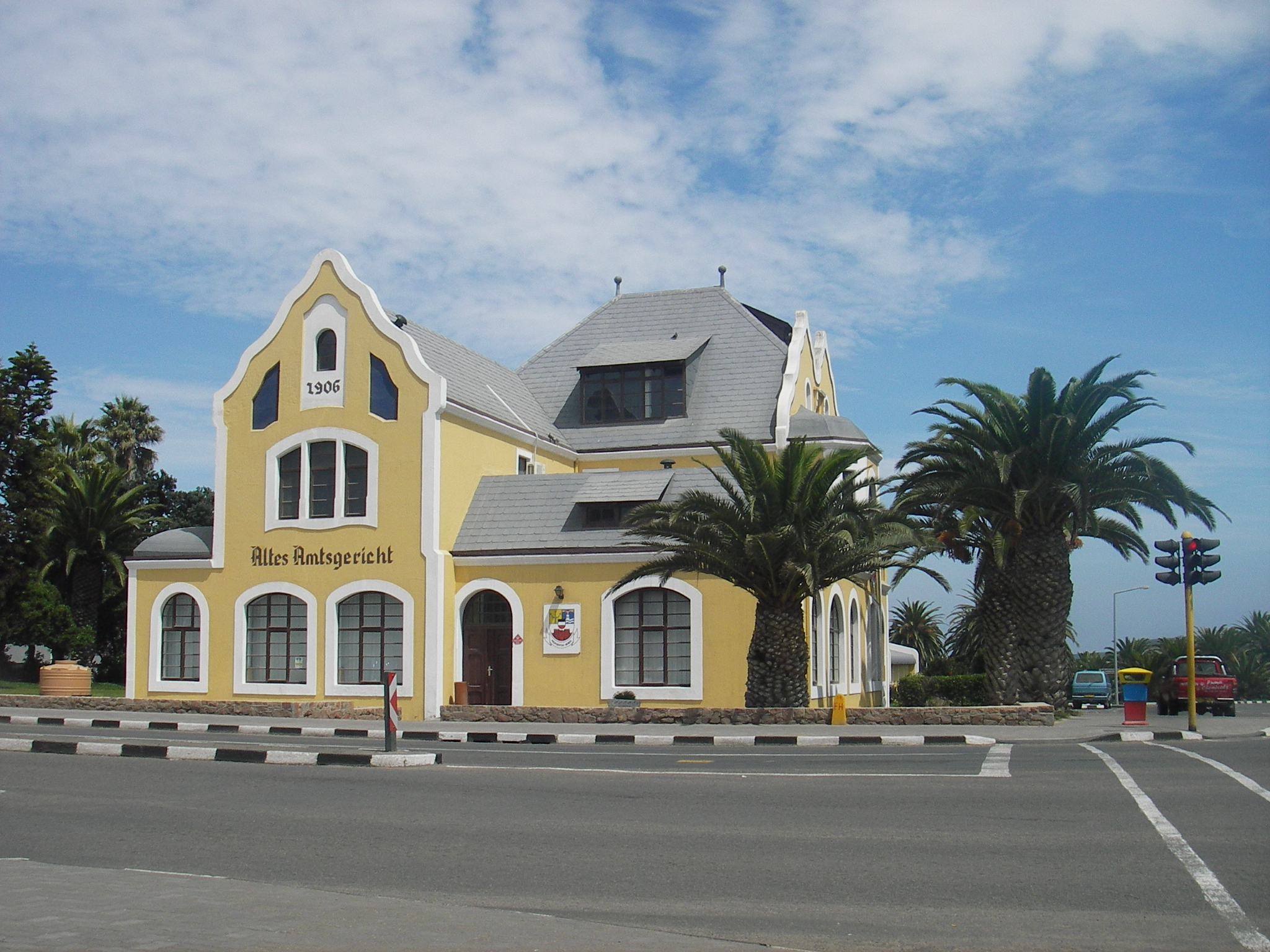
Altes Amtsgericht

Die Swakopmunder Stadtverwaltung befand sich bis 2012 auf verschiedene Gebäude in Swakopmund-Central, darunter das Alte Amtsgericht, verstreut. Da diese Konstellation die tägliche Arbeit der Stadtverwaltung erschwert hat, wurde am 18. Juli 2008 der Grundstein für die neue Stadtverwaltung gelegt. Diese wurde bis 2012 östlich des Zentralen Sportplatzes errichtet. Dieser New Municipal Office Complex wurde von den Architekten Mackintosh Lautenbach Architects aus Swakopmund im modernen afrikanischen Stil in Erdfarben und in Anlehnung an die koloniale Architektur der Stadt geplant und von dem Unternehmen LeBau errichtet. Die Baukosten betrugen etwa N$ 61 Millionen.
Das Gebäude bietet Platz für alle Verwaltungseinrichtungen der Stadt und wurde bereits vor Fertigstellung am 19. November 2010 offiziell eingeweiht.